# Pancho Guedes

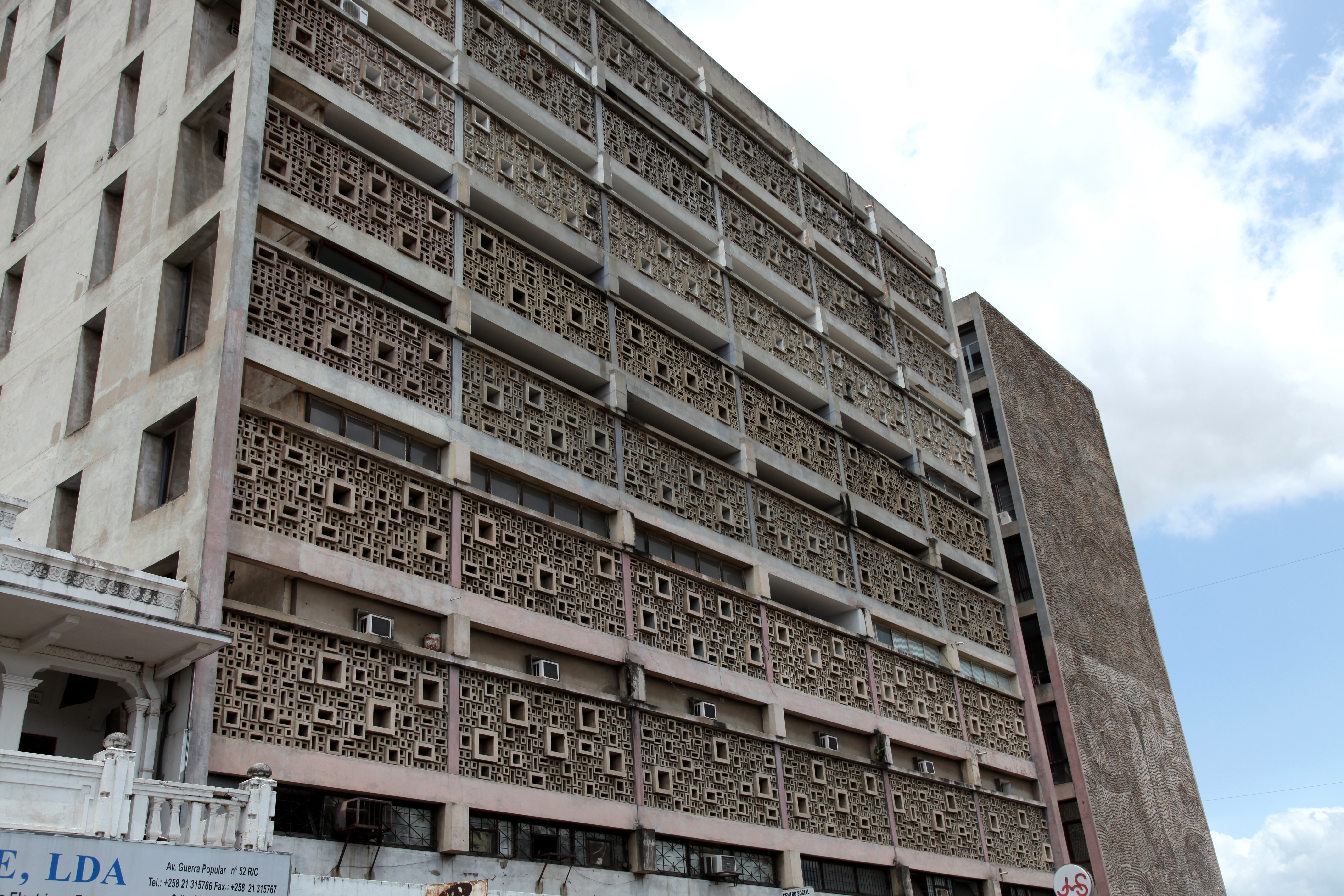
Edifício Abreu Santos e Rocha, Maputo

Amâncio de Alpoim de Miranda Guedes, mais conhecido como Pancho Guedes (Lisboa, 13 de Maio de 1925 - 7 de novembro de 2015) foi um arquitecto, escultor e pintor português.

## Biografia
Filho de Amílcar José da Silveira de Miranda Guedes (Mesão Frio, 8 de Janeiro de 1897 - Coimbra, Sé Velha, 10 de Setembro de 1966) e de sua mulher Maria da Soledade Francisca de Alpoim Torrezano Moreno de Baylen y Godoy (Angra do Heroísmo, 1885 - Lourenço Marques, 15 de Julho de 1946), de ascendência Espanhola.[carece de fontes?]
Estudou em São Tomé e Príncipe, Guiné, Lisboa, Lourenço Marques (actual Maputo), em Moçambique, em Joanesburgo e no Porto. Foi o primeiro nome português a ser conhecido internacionalmente na arquitectura e o único arquitecto com menção na primeira edição do livro de Charles Jencks: "Modern Movements in Architecture" (Penguin, 1973).[carece de fontes?]
Foi recrutado para o lugar de 'Head of  Architecture' do departamento de arquitectura na Universidade de Witwatersrand pelo seu amigo Herbert Prins, em Joanesburgo a partir de 1975 até a sua reforma em 1990.  Na Universidade de Witwatersrand (Wits), Pancho era um professor inspirador e iconoclasta que nomeou excelentes professores, incluindo várias mulheres como Marilyn Martin, Mira Fassler Kamstra e Jenny Stadler. Apesar do boicote cultural, ele silenciosamente recebeu visitas de amigos - incluindo os Smithsons - embora o seu foco estava em mostrar a sua equipe sul-africana de maioria branca como olhar para seu entorno através de um olhar pós-colonial.[carece de fontes?]
A inspiração a partir das construções andebeles meridionais é refletida nos quatro painéis que Pancho encomendou a Esther Mahlangu, que ele pendurou nos corredores da 'Wits' ao lado de modelos neoclássicos e colunas renascentistas peculiares. Essa multiplicidade exemplifica Pancho e o seu legado. Pancho Guedes recebeu dois doutoramentos honorários pela Universidade de Pretória e pela Universidade de Witwatersrand.[carece de fontes?]
Desde 1990, leccionou em Lisboa. Leccionou na Faculdade de Arquitectura da Universidade Técnica de Lisboa e na Universidade Lusófona em Lisboa.
Pertenceu ao "Team 10", dissidente do CIAM.[carece de fontes?]
É autor do "Casal dos Olhos", em Eugaria, nos arredores de Sintra.[carece de fontes?]
Grande parte da sua obra construída encontra-se em Moçambique e data da década de 1950 e 1960.
Tem também obra construída na África do Sul.

## Algumas Obras de Arquitectura
- 1951 Edifício Dragão, Maputo, (Moçambique)
- 1953 Edifício Prometheus, Maputo
- 1954 Padaria Saipal, Maputo
- 1956 Edifício Residencial "O Leão Que Ri", Maputo
- 1956 Restaurante Zambi, Maputo
- 1956 Prédio Abreu, Santos e Rocha, Maputo
- 1958 Edifício Tonelli, Maputo
- 1961 Estação de Serviço, Komatipoort (África do Sul)
- 1964 Paróquia Sagrada Família, Machava (Moçambique)
- 1965 Igreja de St. James the Great, Nyamandhlovu (Zimbabwe)
- 1965 Casa das Três Girafas, Maputo
- 1965 Escola de Enfermagem, Maputo
- 1966 Igreja de Santa Ana da Munhuana, Maputo
- 1966 Residência de Estudantes Khovo Lar, Maputo
- 1967 Edifício do Banco das Poupanças das Viúvas e Orfãos da Polícia, Maputo
- 1967 Prédio Octávio Lobo, Maputo
- 1967 Prédio Spence e Lemos, Maputo
- 1967 Colégio de Nossa Senhora da Conceicão, Inhambane (Moçambique)
- 1968 Convento de São José de Llanguene, Maputo
- 1969 Escola de Enfermagem Clandestina, Caniço, Maputo
- 1969 Igreja Congregacional, Choupal, Maputo
- 1971 Igreja dos Doze Apóstolos, Gala Massala, Maputo
- 1972 Escola de Waterford, Mbabane (Essuatíni)
- 1974 Igreja de São Cipriano do Chamanculo, Maputo
- 1974 Escola e Lar de Enfermeiras / Estudantes, Chicumbane, Gaza (Moçambique)
- ???? Escola dos Correios, Inhambane
- 1975 Hotel e Escola de Agricultura, Estevel, Boane (Moçambique)
- 1975 Banco Totta Standard, Tômbua (Angola)
- 1975 Escola de Regentes Agrícolas, Chimoio (Moçambique)[2]